# Yeti (singel Radioramy)
„Yeti” – singel włoskiego zespołu Radiorama wydany w 1987 roku przez wytwórnie Discomagic Records i Ariola Records. Utwór napisali Mauro Farina i Giuliano Crivellente. Singel promował wydany w tym samym okresie drugi album grupy pt. The 2nd Album, podobnie jak poprzednik („Aliens”), wchodząc do Top 10 szwajcarskiej listy przebojów.

## Lista utworów

### Wydanie na 7"[1]
A. „Yeti” – 3:47
B. „Yeti (Instrumental)” – 3:47

### Szwedzkie wydanie na 7"[2]
A. „Yeti (Vocal Remix)” – 3:55
B. „Yeti (Instrumental Remix) – 3:50
- Autorem remiksów na tym wydaniu jest Frederik Ramel.

### Wydanie na 12"[3]
A. „Yeti” – 6:06
B. „Yeti (Radio Version)” – 3:55
- Wersja (Radio Version) na stronie B tego wydania jest nieco dłuższa od wersji wydanej na 7".

### Włoskie wydanie na 12"[4]
A. „Yeti (Long Version)” – 6:24
B. „Yeti (Radio Version)” – 3:47
- Faktyczne długości nagrań różnią się od tych napisanych na okładce tego wydania.
- Wersja (Radio Version) na stronie B tego to wersja wydana na 7".

### Szwedzkie wydanie na 12" (A Swedish Beat Box Remix)[5]
A. „Yeti (Extended Vocal Remix – Swedish Remix)” – 6:45
B1. „Yeti (Extended Vocal Original)” – 6:05
B2. „Yeti (Vocal Remix)” – 3:55
- Faktyczne długości nagrań różnią się od tych napisanych na okładce tego wydania.
- Autorem remiksów (Extended Vocal Remix – Swedish Remix) i (Vocal Remix) jest Frederik Ramel.

### Holenderskie wydanie na 12" (Special R.E.M.I.X.)[6]
A. „Yeti (Special R.E.M.I.X.)” – 7:29
B1. „Yeti (Original Version)” – 6:24
B2. „Yeti (7" Radio Version)” – 3:54
- Faktyczne długości nagrań różnią się od tych napisanych na okładce tego wydania.
- Wersja (Original Version) (B1) to wersja (Long Version) wydana na włoskiej 12".
- Wersja (7" Radio Version) (B2) to wersja (Radio Version) wydana na europejskiej 12".
- Autorem remiksu na stronie A tego wydania jest Lex van Coeverden.

## Listy przebojów (1987)
| Państwo                      | Najwyższa pozycja |
| ---------------------------- | ----------------- |
| Szwajcaria (Singles Top 100) | 6                 |

## Autorzy[8]
- Muzyka: Mauro Farina, Giuliano Crivellente
- Autor tekstów: Mauro Farina, Giuliano Crivellente
- Producent: Marco Bresciani, Paolo Gemma
- Aranżacja: Mauro Farina, Giuliano Crivellente, Giacomo Maiolini